# Champ Clark
Champ Clark właśc. James Beauchamp Clark (ur. 7 marca 1850 w Lawrenceburgu, zm. 2 marca 1921 w Waszyngtonie) – amerykański polityk.

## Biografia
Urodził się 7 marca 1850 roku niedaleko Lawrenceburga. Chodził do lokalnych szkół, a następnie studiował w Kentucky University w Lexington. W pierwszej połowie lat 70. XIX wieku był rektorem Marshall College. W 1876 roku przeniósł się do Missouri i osiedlił się w Bowling Green. Pracował tam jako redaktor w gazecie, prokurator okręgowy i ostatecznie członek legislatury stanowej. W 1893 roku wygrał wybory do Izby Reprezentantów z ramienia Partii Demokratycznej. Mandat pełnił przez dwa lata, gdyż nie uzyskał reelekcji w wyborach 1894. Jednak dwa lata później został ponownie wybrany i zasiadał w izbie niższej aż do 1921 roku.
Był jednym z głównych pretendentów do uzyskania nominacji przed wyborami prezydenckimi w 1912 roku. Ostatecznie kandydatem demokratów został Woodrow Wilson. W latach 1908–1911 Clark pełnił funkcję lidera mniejszości w izbie niższej, a w okresie 1911–1919 – spikera Izby Reprezentantów. Zmarł 2 marca 1921 roku w Waszyngtonie.
Jego synem był Joel Bennett Clark, senator w latach 1933–1945.